# Игнат Исаев
Игнат Исаев е български автомобилен състезател, рали пилот, състезател на „Interlease Racing Team“.
Управлява състезателен автомобил Пежо 207 С2000, като негов навигатор е Стефан Кордев.
Започва своята състезателна кариера през 1998 г., като дебютира в дисциплината „Автокрос“. Завоюва първо място и шампионска титла с Фиат Абарт 2000.
- През 1999 г. отново печели шампионската титла с Фиат Абарт 2000. Участва във всички кръгове от националния шампионат. Печели трето място в пистовия шампионат с Фолксваген Голф GII 2000.
- 2002 г. – Дебют в националния рали шампионат с Дачия Нова + шампионска титла в N2
- 2005 г. – Вицешампион в А6
- 2006 г. – Трето място в А6
- 2007 г. – шампион в N3 с Рено Клио
- 2008 г. – Участие с Мицубиши Лансер EV09 в рали шампионата. През същата година отборът на „Interlease Racing“ печели първо място на Рали "България” от българските екипажи в Н4 с Мицубиши
- 2010 г. – Участва в 41-вото Рали България, което е част от Световния Рали шампионат
- 2011 г. – Участва в 42-рото Рали България с Peguet S2000